# Bitwa morska w zatoce Bantry
Bitwa morska w zatoce Bantry – bitwa morska stoczona 11 maja 1689 r. w zatoce Bantry u południowo-zachodnich wybrzeży Irlandii pomiędzy flotą francuską dowodzoną przez kontradmirała François Louis de Rousselet de Château-Renault i flotą angielską dowodzoną przez Pierwszego Lorda Admiralicji Arthura Herberta, zakończona zwycięstwem tej pierwszej.

## Przed bitwą
W wyniku chwalebnej rewolucji 1688 roku katolik Jakub II Stuart utracił tron Anglii i Szkocji na rzecz protestanta, stadhoudera Republiki Zjednoczonych Prowincji Wilhelma III Orańskiego. Jedyną siłą zdolną do przywrócenia Jakubowi tronu wydawała się być katolicka Francja Ludwika XIV, dla której Zjednoczone Prowincje były głównym wrogiem na arenie międzynarodowej. 22 marca 1689 roku Jakub wylądował wraz z 8-tysięczną armią w Kinsale w południowej Irlandii, po której ze względu na jej katolicyzm spodziewano się poparcia Stuarta. Kolejne oddziały wraz z zaopatrzeniem przewiózł ze swym dywizjonem w sile 24 okrętów liniowych, 2 fregat i szeregu transportowców francuski kontradmirał François Louis de Rousselet de Château-Renault. W dniu 10 maja 1690 roku rozpoczął on ich wyładunek w Zatoce Bantry u południowo-zachodnich wybrzeży Irlandii. Jednak nazajutrz, z zamiarem uniemożliwienia Francuzom dokończenia ich operacji, w zatoce pojawił się mianowany niedawno przez Wilhelma Pierwszym Lordem Admiralicji Arthur Herbert wraz z 19 liniowcami.

## Bitwa
W celu ochrony konwoju Château-Renault musiał wydać bitwę flocie angielskiej. Po sześcioipółgodzinnym zaciętym boju Anglicy zostali odparci silnym i niezwykle dokładnym ogniem działowym, uciekając zaś, jak pisał jeden z uczestników bitwy: „Ze strachu, aby ochronić swych kanonierów, musieli zamknąć ambrazury”. Jednakże żaden ich okręt nie został zatopiony. Stało się tak wskutek personalnych niesnasek we flocie francuskiej. Château-Renault, który rozpoczynał karierę w armii lądowej, a w dodatku był skłócony z legendą francuskiej marynarki Abrahamem Duquesne, nie cieszył się sympatią swych podkomendnych, Joba Foranta i Jeana Gabareta. Forant zatem, demonstrując swą rezerwę wobec rzekomo ryzykownych decyzji zwierzchnika, starał się nie angażować zbytnio w walkę, zaś Gabaret nie ruszył w stosownej chwili do pościgu. Wszystko to po to, by, jak skarżył się potem w liście francuski admirał, nie dopuścić by odniósł on zbyt głośne zwycięstwo.

## Po bitwie
W rezultacie Francuzi wygrali bitwę i odnieśli strategiczny sukces w postaci dostarczenia posiłków do Irlandii, zaprzepaścili jednak szansę na zadanie poważniejszych strat flocie przeciwnika. Château-Renault po bitwie musiał powrócić do kraju, gdyż brak zaufania pomiędzy nim a oficerami flagowymi uniemożliwiał jakiekolwiek dalsze działania. W Anglii oczekiwano tymczasem sukcesu mającego umocnić Wilhelma na świeżo zdobytym tronie. Takiego jednak nie było, postanowiono zatem dla celów propagandowych ogłosić zwycięstwem bitwę w zatoce Bantry, a Herberta mianować w nagrodę hrabią Torrington. W dłuższym okresie siły przewiezione przez francuską flotę okazały się zbyt słabe, i Jakub przegrał wojnę irlandzką – resztki jego wojsk w 1691 roku ewakuował Château-Renault.